# Система непрерывной подачи чернил
Система непрерывной подачи чернил, СНПЧ — устройство для струйного принтера, подающее чернила к печатающей головке из пополняемых резервуаров. Благодаря СНПЧ затраты на печать значительно снижаются, и пользователь получает экономию, измеряющуюся в десятках раз. Основные типы СНПЧ — картриджные и капсульные, отличающиеся установкой на печатающую головку картриджного блока либо облегчённых капсул.
Устройство состоит из резервуаров для чернил, соединённых силиконовым шлейфом с картриджами или капсулами, расположенными на печатающей головке. Так как СНПЧ полностью герметична (кроме отсека стабилизации давления), разрежение компенсируется поступлением чернил из ёмкостей-доноров по многоканальному шлейфу в картриджи СНПЧ. Посредством этого, а также устройства доноров в виде сосудов Мариотта достигается необходимое постоянное наличие чернил в печатающей головке. Использование СНПЧ позволяет достичь экономии при печати в несколько раз в сравнении с обычными картриджами (из-за высокой стоимости картриджей)
Альтернатива использованию СНПЧ — перезаправляемые картриджи, подобные оригинальным, но с возможностью дозаправки чернил шприцем.
Многие широкоформатные, интерьерные и офисные принтеры содержат встроенную заводскую систему подачи чернил, которая часто скрыта от глаз обывателя. В заводских системах может применяться как сложный механизм регулировки давления (принтеры с патроном HP940; принтеры Epson PX 700-й и 800-й серий, Workforce), так и похожий основанный на эффекте сосудов Мариотта (Epson L-серия). В таких принтерах картриджи вставляются в неподвижную область, что позволяет выпускать их большего объёма.

## Положительные стороны применения СНПЧ
- Установка устройства не требует каких-либо изменений в конструкции принтера и занимает около 5 минут[источник не указан 5084 дня]. Заправка СНПЧ может производиться самим пользователем, однако при заправке СНПЧ следует соблюдать аккуратность, не допускать разливов чернил, избегать загрязнения чернил пылью (которая неизбежно попадет в головку). Кроме этого, следует периодически контролировать уровень остатка чернил в ёмкостях СНПЧ.
- Увеличение производительности принтера — нет надобности тратить время на замену картриджей, прочистку печатающей головки;
- Снижение стоимости печати в 20—60 раз (в зависимости от используемых альтернативных чернил и вида принтера). Однако следует учесть, что при качественной печати стоимость фотобумаги составляет значительную часть стоимости отпечатка. В то же время снижение себестоимости самой печати становится настолько существенным, что оправдывает использование принтера в коммерческих целях: печать фотографий, использование в копицентрах, дизайнерские работы, применение в изготовлении сувениров и др. При этом использование СНПЧ практически не имеет ограничений по срокам и измеряется сотнями тысяч отпечатков. По некоторым оценкам, при использовании системы непрерывной подачи чернил цена принтера окупается в 70—100 раз[источник не указан 5084 дня].
- Повышение безопасности при печати — отсутствие риска выхода из строя печатающей головки принтера из-за попадания воздуха при смене картриджей и, как следствие, увеличение ресурса печатающей головки;
- Печать большими объёмами без риска остановки вследствие полного расхода чернил картриджа (вместе с тем, в большинстве моделей принтеров драйвер принтера продолжает подсчитывать расход чернил в «картриджах», и в момент их «израсходования» остановка всё-таки происходит, после чего, как правило, требуется произвести «виртуальную замену» картриджей — то есть обнулить счётчик кнопкой);
- Возможность восполнения запаса чернил разного цвета в соответствии с их реальным расходом, в то время как менять стандартный трёхцветный картридж приходится при исчерпании одного из трёх цветов.
- Возможность использовать любые чернила, оптимально подходящие непосредственно в данном случае. Например, используя сублимационные чернила, можно переносить изображения на материалы для сублимации (кружки, тарелки и мн. др.), а также на синтетические ткани (сублимационные чернила используются преимущественно в принтерах Epson. На принтерах HP, Canon использование сублимационных чернил невозможно — температурные воздействия в головках этих принтеров изменят состояние чернил).
- Природа не засоряется отработанными картриджами или принтерами, так как маркетинговая политика производителей такова, что иногда выгоднее купить новый принтер, чем комплект оригинальных картриджей.

## Недостатки применения СНПЧ
Как правило, СНПЧ не являются оригинальными решениями производителей, а поставляются сторонними производителями. Как следствие, производители принтеров теряют существенные доходы от продажи чернильных расходных материалов и иногда стараются усложнить использование таких систем с помощью чипов или других механизмов. В результате СНПЧ доступны не для всех моделей принтеров на рынке. Кроме этого, обычно покупатели автоматически лишаются гарантии на новый принтер при установке на принтер СНПЧ.
- Основная проблема упирается в неверное позиционирование баков с чернилами, которые должны быть размещены или на уровне, или чуть ниже головки. При размещении выше, за счёт давления, чернила могут начать протекать в принтер и вывести его из строя. При слишком низком размещении воздух начнёт поступать в сопла печатающей головки, приводя к засыханию сопел.
- Вся система, особенно внутренний патрон и шланги, должна быть лишена воздуха при установке. Присутствие воздуха неизбежно приведёт к выгоранию печатных сопел для струйных принтеров с термической формой печати (Hewlett Packard, Canon).
- Фирмы-производители принтеров могут попытаться отказаться от гарантий при переоборудовании принтера и использовании совместимых расходных материалов. Что, однако, в большинстве стран признано незаконным — так как в гарантии можно отказать тогда и только тогда, когда модификация послужила поводом для поломки, но не в независящих от модификации случаях. На принтерах Hewlett-Packard, к примеру, статус гарантии меняется с full (полная) на altered (изменённая). Стоит, однако, отметить, что печать альтернативными чернилами позволит сэкономить денежные средства (ушедшие бы на оригинальные картриджи) — многократно превышающие стоимость нового принтера.
- Перемещение принтера с места на место, любое изменение положения в пространстве следует производить с максимальной аккуратностью.
- Существует риск повреждения печатающей головки некачественными чернилами, поскольку оригинальные чернила в СНПЧ, как правило, не используются из-за их дороговизны.
- В очень редких случаях может произойти засорение печатающих сопел — особенно если не поддерживается чистота процесса заправки и не применяются раздельные шприцы. Шанс загрязнения при применении СНПЧ значительно ниже, чем при использовании перезаправленных или альтернативных картриджей, и равен такому при использовании оригинальных картриджей (остатки засохших чернил на приёмных отверстиях самой головки), так как заправки очень редки и чернила не вливаются напрямик в печатающую головку, а только во внешнюю систему подачи. Засорение очень легко устранить специальными средствами.

## СНПЧ и производители принтеров
В последнее время наблюдается тенденция производителей печатающих устройств затруднять установку СНПЧ на современные принтеры для сторонних, не зависящих от них финансово фирм. Компаниям-производителям невыгодно, когда пользователи, купившие принтер, используют СНПЧ вместо покупки оригинальных картриджей (обычно дорогостоящих и быстро заканчивающихся). Например, компания Epson часто меняет прошивку чипов на своих принтерах, поэтому может получиться, что чипы на картриджах или на СНПЧ, купленных у сторонних производителей, не поддерживают версию принтера (если разница между датой выпуска принтера и датой реализации составляет меньше 4 месяцев). Для предотвращения установки краскопроводящих трубок от СНПЧ используются конструктивно более закрытые и недоступные крышки принтеров, электронные чипы контроля на картриджах и другие способы затруднения установки подобных систем.
Тем не менее, осенью 2011 года представлены первые на рынке модели принтеров с предустановленными производителем СНПЧ: Epson L100, Epson L200 и Epson L800 из серии устройств «Фабрика печати Epson». Заправлять эти принтеры возможно было только фирменными чернилами Epson, которые распространяются в специальных ёмкостях по 70 мл каждая. После появления на рынке следующих моделей L110 и L210 Epson официально разрешил пользоваться неоригинальными расходниками, предупредив, что это ухудшает качество печати и длительность хранения отпечатков.